# Gympass
Wellhub (früher Gympass) ist eine Corporate-Wellbeing-Plattform, die Tausende von Optionen zur Förderung der Gesundheit von Mitarbeitern bietet, digital und vor Ort. Dazu gehören Angebote für Ernährung, mentales Wohlbefinden, Schlafgesundheit, Produktivität und körperliche Aktivität. Das globale Netzwerk von Wellhub umfasst mehr als 50.000 Fitnessstudios, Kurse und Personal Trainer in 8.000 Städten sowie zahlreiche Wellbeing-Apps. Über Wellhub können Unternehmen ihrer Belegschaft im Rahmen eines Benet-Pakets Zugang zu diesem Wellbeing-Netzwerk bieten. Ziel von Wellhub ist es, aus jedem Unternehmen ein Wellbeing-Unternehmen zu machen. Stand 2024 arbeitet Wellhub mit 22.000 Unternehmen zusammen und bietet mehr als 20 Millionen Mitarbeitenden Zugang zu seinem Partnernetzwerk für mehr Wohlbenden.
Wellhub wurde gegründet 2012 von César Carvalho mitgegründet. Es ist seit 2016 in Deutschland auf dem deutschen Markt tätig. 2024 änderte das Unternehmen seinen Namen von Gympass in Wellhub, als Ausdruck seiner ausgeweiteten Mission und seines größeren Produktangebots. Die Unternehmenszentrale hat ihren Sitz in New York City, USA. Das Unternehmen hatte gemäß eigenen Angaben Ende März 2024 weltweit über 3.000 Mitarbeiter und über 30 Niederlassungen.

## Gründung und Geschichte
Cesar Carvalho, CEO von Wellhub, gründete das Start-up-Unternehmen – damals noch unter dem Namen Gympass – im Jahr 2012 in seinem Heimatland Brasilien. Während seiner Kindheit spielte das Thema Wohlbefinden in Carvalhos Alltag eine große Rolle. Im Laufe seiner Karriere machten es Zeitmangel und Arbeitsdruck jedoch nahezu unmöglich, gesunde Gewohnheiten beizubehalten. Dies wirkte sich negativ auf seine Gesundheit, Konzentration und zwischenmenschlichen Beziehungen aus und offenbarte ein weit verbreitetes Problem, mit dem Berufstätige weltweit konfrontiert sind. Aus dieser Erkenntnis heraus entstand Wellhub mit dem Ziel, vielbeschäftigten Menschen, die sich im hektischen Alltag zurechtfinden müssen, einen einfachen Zugang zu Optionen für ihr Wohlbenden zu ermöglichen, mit sinnvoller Unterstützung durch ihre Arbeitgeber.
„Meine ursprüngliche Idee war ein Schlüssel oder eine Karte, mit der man die Türen zu jedem einzelnen Fitnessstudio auf der Welt öffnen kann“, verriet er 2022 gegenüber der Financial Times.
Zunächst verkaufte das Unternehmen Tageskarten für Fitnessstudios an Einzelpersonen. Als einer der ersten Nutzer fragte ein PwC-Manager, wie er den Service auch den 5.000 brasilianischen Mitarbeitenden von PwC zugänglich machen könne. Wellhub reagierte auf sein Anliegen mit einer Neuausrichtung und führte ein Business-to-Business-Modell ein. In den ersten drei Tagen brachte die Partnerschaft mit PwC 500 neue Abonnent:innen ein, und damit mehr Kunden und Kundinnen, als das Unternehmen bis dahin insgesamt hatte.
Nach einer Kundenanfrage expandierte Wellhub 2015 von Brasilien nach Mexiko und weitete seine Geschäftstätigkeit anschließend auf Europa und Lateinamerika aus. 2018 folgte der Markteintritt in den USA. Im darauffolgenden Jahr zog Carvalho von São Paulo nach New York City, wo sich heute der Hauptsitz des Unternehmens befindet.
2019 und Anfang 2020 begann das Unternehmen damit, virtuelle Ressourcen in das Netzwerk zu integrieren, darunter eine Reihe von Wellbeing-Apps und digitalen Angeboten, die die Abonnenten und Abonentinnen von zu Hause aus nutzen können. Diese Strategie führte innerhalb von zwölf Monaten zu einem Anstieg der Check-ins um 80 % und einer Verdoppelung des Umsatzes. 2021 gab das Unternehmen eine erfolgreiche Serie-E-Finanzierungsrunde in Höhe von 220 Millionen US-Dollar bekannt. Die Bewertung des Unternehmens stieg damit auf 2,2 Milliarden US-Dollar – eine Verdoppelung gegenüber der Bewertung von 2019 in Höhe von 1,1 Milliarden US-Dollar. 2023 verkündete das Unternehmen eine Serie-F-Finanzierungsrunde in Höhe von 85 Millionen US-Dollar, was einer Bewertung von 2,4 Milliarden US-Dollar entspricht. Wellhub zählt als eines der wenigen lateinamerikanischen Technologie-Start-ups zu den sogenannten „Einhörnern“ (Start-ups mit einer Bewertung von 1 Milliarde US-Dollar vor dem Börsengang). Zwei Jahre später, im Jahr 2023, wurde das Unternehmen von Inc. zu einem der besten Arbeitgeber ernannt. 2024 wurde Wellhub von Fast Company als eines der innovativsten Unternehmen im Personalwesen ausgezeichnet.

## Wie funktioniert Wellhub?
Wellhub bietet den Mitarbeitenden seiner Unternehmenskunden Zugang zu seinem umfangreichen Wellbeing-Netzwerk.
Die Unternehmen entrichten eine monatliche Gebühr für die Zusammenarbeit mit Wellhub, woraufhin sich Mitarbeitende bei dem Netzwerk registrieren können. Zur Auswahl stehen dabei verschiedene Monatsabonnements, wobei der jeweilige Anbieter für jeden Check-in über die direkt mit dem Buchungssystem verknüpfte Wellhub-App eine Provision erhält.
Die Mitgliedschaftspakete stehen ausschließlich den Mitarbeitenden von Wellhub-Kunden zur Verfügung. Im Wellhub-Netzwerk wurden bereits mehr als 500 Millionen Check-ins verzeichnet. Unternehmensinternen Recherchen zufolge sparen Mitarbeitende, die Wellhub nutzen, etwa 50 % an Ausgaben für Mitgliedsbeiträge in Fitnessstudios, Kurse und Apps.
Wellhub unterstützt zwar die Gesundheit der Mitarbeitenden, steht aber nicht in Zusammenhang mit der betrieblichen Krankenversicherung eines Unternehmens. Mitarbeitende können eine Wellhub-Mitgliedschaft unabhängig von ihrer Krankenversicherung abschließen. Im Rahmen einer mehrjährigen Studie eines externen Unternehmens für Gesundheitstechnologie wurden die Auswirkungen des Wellhub-Programms in vier großen brasilianischen Unternehmen, die zusammen mehr als 30.000 Mitarbeitende beschäftigen, untersucht. Die Studie belegt, dass Unternehmen durch die verbesserte Vorsorge und weniger Krankenhausaufenthalte die gesamten Gesundheitsausgaben für ihre Mitarbeitenden verringern konnten. Mitarbeitende, die mindestens fünfmal pro Monat mit Wellhub trainieren, sparen mindestens 35 % an Gesundheitsausgaben.
Die meisten Unternehmen verzeichnen nach Einführung von Wellhub als Mitarbeiterbenet eine geringere Fluktuation. Unternehmensinternen Recherchen zufolge ist die Wahrscheinlichkeit, dass Mitarbeitende, die Wellhub aktiv nutzen, ihr Unternehmen verlassen, um 30 % geringer als bei Nicht-Abonnenten, was im Jahr 2023 geschätzten Einsparungen an Personalbeschaffungskosten in Höhe von 50 Millionen US-Dollar entsprach.

## Wellhub heute
Das Unternehmen wurde im brasilianischen São Paulo gegründet und ist derzeit in zwölf Ländern weltweit tätig: USA, Kanada, Brasilien, Mexiko, Argentinien, Chile, Spanien, Deutschland, Großbritannien, Irland, Rumänien und Italien.
Außerdem führte das Unternehmen eine neue Markenidentität und erstmals ein Logo ein – das Wellbeing Flywheel oder „Schwungrad des Wohlbendens“. Es erinnert an die Mission des Unternehmens, die Räder des Wohlbendens in Bewegung zu halten, die sich ständig drehen, um die Gesundheit und die Zufriedenheit von Beschäftigten zu fördern. Die runde Form symbolisiert die Plattform, in der alle Dimensionen des Wohlbendens zusammenlaufen, während die gewellten, fächerartigen Speichen die konstante und sich ständig weiterentwickelnde Umsetzung von Wohlbenden darstellen.
Die Hauptniederlassungen von Wellhub benden sich in New York City (USA), São Paulo (Brasilien) und Lissabon (Portugal). Zu den Hauptinvestoren gehören EQT, SoftBank, General Atlantic, Valor Capital Group und Atomico.

## Belege
1. ↑  Wellhub: Unternehmen. Abgerufen am 11. April 2025.
2. ↑  Alexander Busch: Der Mann, der von den guten Vorsätzen fürs neue Jahr profitiert NZZ, 30. Dezember 2019
3. ↑  Alexander Busch: Gympass: Dieses Start-up will Sportmuffel weltweit per App ins Fitnessstudio bringen. 11. September 2019, abgerufen am 11. September 2020.
4. ↑  Gympass growjo.com, abgerufen am 31. März 2024
5. ↑  Pooler, M.: How Gympass reinvented itself as Covid struck. Financial Times. 13. Februar 2022, abgerufen am 11. April 2025.
6. ↑  Hendelmann, V.: How does Gympass make money? Dissecting its business model. 16. Dezember 2022, abgerufen am 11. April 2025.
7. ↑  Mari, A.: Gympass: The growth plans of a Brazilian business gone global. Forbes. 5. September 2019, abgerufen am 11. April 2025.
8. ↑  McCarthy, M.: Gympass, the corporate wellness unicorn, raises a $220M series E. In: TechCrunch. TechCrunch, 29. Juni 2021, abgerufen am 11. April 2025.
9. ↑  Gympass: Gympass, A Worldwide Fitness Discovery Platform, Launches In The U.S. In: PR Newswire. 27. Juni 2018, abgerufen am 11. April 2025.
10. ↑  McCarthy, M.: Gympass, the corporate wellness unicorn, raises a $220M series E. In: TechCrunch. TechCrunch, 29. Juni 2021, abgerufen am 11. April 2025.
11. ↑  Pooler, M.: How Gympass reinvented itself as Covid struck. In: Financial Times. 13. Februar 2022, abgerufen am 11. April 2025.
12. ↑  McCarthy, M.: Gympass, the corporate wellness unicorn, raises a $220M series E. In: TechCrunch. TechCrunch, 21. Juni 2021, abgerufen am 11. April 2025.
13. ↑  Dealroom.co: Informationen zum Unternehmen Gympass, Finanzierung und Investoren. In: Dealroom.co. 2012, abgerufen am 11. April 2025.
14. ↑  Gympass Raises $85 Million in Series F Funding at $2.4 Billion Valuation, Strengthens Position as the Leading Global Corporate Wellness Platform. In: PR Newswire. PR Newswire, 23. August 2023, abgerufen am 11. April 2025.
15. ↑  The Complete List of Latin American Unicorns. 18. Mai 2024, abgerufen am 11. April 2025.
16. ↑  Fast Company: Gympass has a holistic vision for workplace health. In: Fast Company. 19. März 2024, abgerufen am 11. April 2025.
17. ↑  Pooler, M.: How Gympass reinvented itself as Covid struck. Financial Times. In: Financial Times. Financial Times, 13. Februar 2022, abgerufen am 11. April 2025.
18. ↑  Wellhub: Integration mit Wellhub. In: Wellhub. Abgerufen am 11. April 2025.
19. ↑  Wellhub: Wellhub's Unprecedented Growth: 500 Million Check-Ins and Three Million Employee Subscribers Fuel Workplace Wellness Revolution. In: Wellhub. 1. August 2024, abgerufen am 11. April 2025.
20. ↑  Hirose, R.: Maximizing ROI with Wellhub: The Future of Corporate Wellbeing. In: Wellhub. 9. August 2024, abgerufen am 11. April 2025.
21. ↑  Hirose, R.: Maximizing ROI with Wellhub: The Future of Corporate Wellbeing. In: Wellhub. 9. August 2024, abgerufen am 11. April 2025.
22. ↑  Bonnici, R.: Tschüss Gympass, hallo Wellhub: So entstand unsere neue Marke. In: Wellhub. 1. Juli 2025, abgerufen am 11. April 2025.
23. ↑  Dealroom.co: Informationen zum Unternehmen Gympass, Finanzierung und Investoren. In: Dealroom.co. 2012, abgerufen am 11. April 2025.